# Hell and Back
Hell and back es el segundo álbum del rapero Drag-On. Fue lanzado el 10 de febrero de 2004 por Virgin Records y fue producida por destacados de la talla de Swizz Beatz y Rockwilder. Hell and Back no fue tan exitoso como su anterior álbum, sólo llegando al puesto número 47 en el Billboard 200, sin embargo lo hizo mejor en la feria el Top R & B / Hip-Hop Albums, alcanzando el puesto # 5. 
Debido a las ventas decepcionantes del álbum, Drag-On fue retirado rápidamente de Virgin Records.

## Pistas
1. "Intro"- 0:22
2. "Feel My Pain"- 2:58
3. "Bang Bang Boom"- 4:22 (Featuring Swizz Beatz)
4. "Bronx"- 1:33
5. "Respect My Gangsta"- 4:01 (Featuring Styles P)
6. "Tell Your Friends"- 3:48 (Featuring Jadakiss)
7. "Put Your Drinks Down"- 3:54
8. "Hector the Killer MC"- 1:45 (Featuring Capone)
9. "Trouble"- 3:50
10. "I'm a Ryder"- 4:33 (Featuring Birdman, TQ
11. "Let's Get Crazy"- 3:27 (Featuring DMX)
12. "Busta"- 1:11 (Featuring Capone)
13. "U Had Me"- 4:17 (Featuring Eve)
14. "Holla at Your Boy"- 3:13
15. "My First Child"- 3:40
16. "It's a Party"- 4:29
17. "Life is Short"- 3:26
18. "U Had Me, Pt. 2"- 4:04

- Datos: Q3279917